# Frank Galan
Frank Galan, all'anagrafe Frank Leo Juul Van Molle (Lede, 19 dicembre 1960), è un cantante belga, dedito principalmente ai generi pop-levenslied-chanson e professionalmente in attività dalla metà degli anni novanta.  È interprete di brani in nederlandese, francese, inglese, spagnolo e tedesco.
Lanciato da un talent show, nel corso della sua carriera ha pubblicato 11 album, il primo dei quali è Pasiones del 2006.
È il fratello del conduttore televisivo Herman Van Molle.

## Biografia
Frank Leo Juul Van Molle nasce a Lede, nelle Fiandre Orientali, il 19 dicembre 1960.
Si fa conoscere al grande pubblico nel 1994, partecipando al programma televisivo Soundmixshow (versione belga di Stars in Their Eyes), dove imita Julio Iglesias.
L'anno seguente, incide il singolo Bandido, che ottiene un grande successo nei Paesi Bassi.
Nel 1996, pubblica il suo primo album, Pasiones.
Nel 1997, incide assieme a Sandra Kim il singolo Door veel van mij te houden, che raggiunge il primo posto delle classifiche nelle Fiandre.
Nel 2012, pubblica il suo album di maggiore successo, Mooier dan woorden.

## Discografia

### Album
- Pasiones (1996)
- Emoties (1996)
- Alegria (1997)
- Onvergetelijk (1997)
- Promesas (2001)
- Caricias (2003)
- Temperament / Fiesta de amor (2006)
- Mooier dan woorden (2012)
- Träume im Wind (2012)
- Mijn ode aan Julio (2012)
- Spaanse klassiekers (2013)